# Неготинско читалиште
Неготинско читалиште је основано 13. октобра 1846. године, у Неготину, на Лучиндан, исте године када су основана читалишта у Београду, Крагујевцу, Смедереву и Пожаревцу.

## Историјат
Приликом оснивања ово читалиште је следило начин огранизације Београдског читалишта. Осим делатности која је произлазила из циљева записаних у правилима, при свечаном отварању дато је обеhање да ћe Читалиште у Неготину почетком 1847. године отворити бесплатну недељну и празничну школу за шегрте. На захтев грађана, крајем 1847. године јавља се идеја за отварањем и бесплатне женске школе што доводи до неслагања у управи. Доводи се у питање опстанак Читалишта и директор Полугимназије неготинске, Јован Николић, покушава да спасе Читалиште од пропасти. Читалиште је наставило са радом, па се 1850. године јавља као претплатник на српске књиге. До 1857. године не располаже се подацима о његовој делатности. Окружни начелник o6paћa се Попечитељству просвештенија 9. марта 1857. године и шаље y прилогу „влашке новине Ves- titovol Romanesk које жели Читалиште Неготинско држати". Поред одобрења одговарајућих попечитељстава и уверења цензора да се новине могу набављати, овај наслов се више не појављује у документима Читалишта неготинског.
Није позната година престанка рада Читалишта и не спомиње у извештају окружног начелника из 1860. године. Први следећи траг о Читалишту је из 1866. године, када је Примирителни суд у Неготину одобрио предлог начелника окружног „да се ствари оставите од постојавшега у Неготину Читалишта продаду и новци депозитирају". Читалиште је обновљено почетком 1868. године и правила су потврђена већ 10. јануара исте године.
Последњи извештај окружног начелника потврђује да је Читалиште неготинско стално радило од 1868. до 1881. године, са краткотрајним прекидима за време ратова (1876, 1877. и делимично, 1878. године) . Према овом извештају, општина је помагала Читалиште бесплатним смештајем у згради Полугимназије неготинске, а њених 55 чланова давали су за годишњи yлог по 10 динара, од чега се подмирују сви трошкови рада. Знатан приход остварује се и од годишњих забава које управа организује у корист Читалишта.
Након 1880. године Читалиште у Неготину се не спомиње. У последњој деценији ХIХ века, по угледу на раније читалиште основана је 1893. године Раденичка читаоница, али се не зна ништа ближе о њеном раду.

## Периодика
Према извештају из 1874. Читалиште је имало 82 члана, која су плаћала улог од по 2 талира годишње. Читалиште је било претплаћено на 24 наслова часописа и новина, од којих је један био на немачком језику. Осим новина и часописа, Читалиште је располагало ca сто књига на српском и страним језицима и комплетима новина из прошлих година.
У 1880. години, Читалиште је набављало 21 наслов новина и часописа, oд којих су пет били на страним језицима. Библиотека Читалишта располагала је у то време са „163 свеске белетристичке садржине, две мапе Европе и 28 урамљених различитих ликова.

### Домаћи листови
- Српске новине
- Застава
- Будућност
- Видовдан
- Време
- Отаџбина
- Србадија
- Београдске новине
- Ново Доба
- Рад
- Глас јавности
- Јавор
- Граничар
- Летопис
- Глас Црногорца
- Ослобођење
- Хришћански весник
- Порота
- Марица
- Ратник
- Здравље
- Стармали
- Видело

### Страни листови
- Pesther Lloyd
- Leipziger illustrierte Zeitung
- Revue des deux mondes
- Über Land und Meer